# Дульса I (графиня Прованса)
Дульса I (Дульса Жеводанская, Дульса Арльская; фр. Douce de Gévaudan, Douce de Carlat, Douce d’Arles; 1095/1100 — 28 ноября 1127/30) — графиня Прованса, виконтесса Мийо. Дочь графа Жеводана Жильбера I (ум. 1111), и графини Прованса Герберги Арльской. Известна как покровительница поэтов и трубадуров.
3 февраля 1112 года вышла замуж за графа Барселоны Раймона Беренгера III.
1 февраля 1112 года Герберга Арльская (к тому времени овдовевшая) разделила свои владения между дочерями. Дульса получила Прованс, Мийо, половину виконтства Карлат и часть Руэрга, её младшая сестра Этьенетта — виконтство Жеводан (в 1115 году она вышла замуж за Раймона, сеньора де Бо).
В 1113 году Дульса передала все свои владения мужу.

## Дети
- Раймон-Беренгер IV (1113 † 1162), граф Барселоны
- Беренгер Раймонд (1114—1144), граф Прованса и Жеводана.
- Беренгария (1116—1149), жена короля Кастилии и Леона Альфонсо VII.
- Бернар (умер в младенчестве)
- Этьенетта (1118 — ?) — жена Сантюля III де Бигор (1128) и Раймона II Арно, виконта Дакса (1130)
- Мафальда, жена Жаспера, виконта де Кастельно (ум. 1151) и Гильома, сеньора де Кастельвель (ум. 1166).
- Альмодис, с 1148 жена Понса де Сервера, виконта де Ба.